# Michel Vorm
Michel Vorm (n. 20 octombrie 1983, Nieuwegein) este un jucător de fotbal, care joacă pentru Tottenham Hotspur. A mai jucat la FC Utrecht FC Den Bosch, Swansea City și pentru Echipa națională de fotbal a Țărilor de Jos.